# All the Best Cowboys Have Chinese Eyes
Pour les articles homonymes, voir Cowboy.
Albums de Pete Townshend
Empty Glass
(1980) Scoop
(1983)
All the Best Cowboys Have Chinese Eyes est le deuxième album solo de Pete Townshend, le guitariste des Who, paru en 1982.
L'enregistrement a été réalisé par Bill Price, avec comme assistants ingénieurs du son Chris Ludwinski, Renate Blaul et Mark Freegard.
Le design et la photographie de la pochette de l'album sont l'œuvre de Charlie Davies et Carol Starr.

## Titres
Toutes les chansons sont écrites par Pete Townshend, sauf où mentionné.
| No  | Titre                                                 | Durée |
| --- | ----------------------------------------------------- | ----- |
| 1.  | Stop Hurting People                                   | 3:55  |
| 2.  | The Sea Refuses No River (Pete Townshend, Alan Rogan) | 5:53  |
| 3.  | Prelude (Pete Townshend, Andy Newman)                 | 1:31  |
| 4.  | Face Dances, Pt. 2                                    | 3:24  |
| 5.  | Exquisitely Bored                                     | 3:41  |
| 6.  | Communication                                         | 3:19  |
| 7.  | Stardom in Acton                                      | 3:42  |
| 8.  | Uniforms (Corp d'Esprit)                              | 3:42  |
| 9.  | North Country Girl (traditionnel)                     | 2:27  |
| 10. | Somebody Saved Me                                     | 4:51  |
| 11. | Slit Skirts                                           | 4:54  |

### Titres bonus (2006)
| No | Titre         | Durée |
| -- | ------------- | ----- |
| 1. | Vivienne      | 3:37  |
| 2. | Man Watching  | 2:32  |
| 3. | Dance It Away | 3:38  |

## Musiciens
- Pete Townshend : chant, guitares et claviers (Prophet 5–10, ARP 2500 & Synclavier)
- Tony Butler : basse
- Virginia Astley : piano
- John Lewis : claviers
- Chris Stainton : claviers additionnels
- John Lewis : Programmation pour le Fairlight CMI
- Ann Odell : Arrangements des cuivres pour The Sea Refuses No River
- Peter Hope-Evans : harmonica
- Jody Linscott : percussions
- Poli Palmer : percussions
- Mark Brzezicki : batterie
- Simon Phillips : batterie